# Rosane Kaingang
Rosane Mattos Kaingang (? - Brasilia, 16 oktober 2016) ook bekend als Kokoj (van Kaingang: "kolibrie") was een Braziliaanse inheemse activist die lid was van de etnische bevolkingsgroep Kaingang. Ze wordt beschouwd als een van de meest gerespecteerde en invloedrijke leiders van Zuid-Brazilië. Ze was lid van Articulação dos Povos Indígenas do Brasil (Apib) en Articulação dos Povos Indigenas da Região Sul (ArpinSul). Ze was medeoprichter van de Conselho Nacional de Mulheres Indígenas (Conami).

## Biografie
Rosane/Kokoj is een afstammeling van de inheemse bevolkingsgroep Kaingang, aanwezig in de zuidelijke regio van Brazilië. Ze was getrouwd met Álvaro Tukano, een andere Braziliaanse inheemse leider in de jaren 1980. De inheemse naam van de activiste, Kokoj, werd haar gegeven ter ere van haar overgrootmoeder die zou gestorven zijn op 120-jarige leeftijd. Kokoj betekent in haar taal kolibrie.
In juni 1992 begon de beweging officieel door deel te nemen aan de VN-conferentie inzake Milieu en Ontwikkeling, die plaatsvond in Rio de Janeiro.
In 2001 trad ze toe tot de Fundação Nacional do Índio (FUNAI), een Braziliaans agentschap voor de bescherming van inheemse belangen en cultuur. Tussen 2005 en 2007 was ze coördinator van Desenvolvimento Comunitário van waaruit ze inheemse vrouwen aanmoedigde om politiek te organiseren en projecten te ondersteunen. Ze was een van de verantwoordelijken voor een missie van de Conselho Nacional de Direitos Humanos (CNDH) die onderzoek deed naar de levensomstandigheden en schendingen van de rechten van inheemse volkeren in Zuid-Brazilië.
In 2009 werd ze lid van de stichting Articulação dos Povos Indígenas do Brasil (Apib). Vervolgens was ze politiek actief bij Arpinsul en Apib en nam zij deel aan vergaderingen, seminars, hoorzittingen en mobilisaties van inheemse delegaties, met name de Mobilização Nacional Indígena en de  Acampamento Terra Livre.
De Braziliaanse activiste stierf in 2016 op 54-jarige leeftijd na drie jaar lang tegen kanker te hebben gevochten.